# Arde Lucus

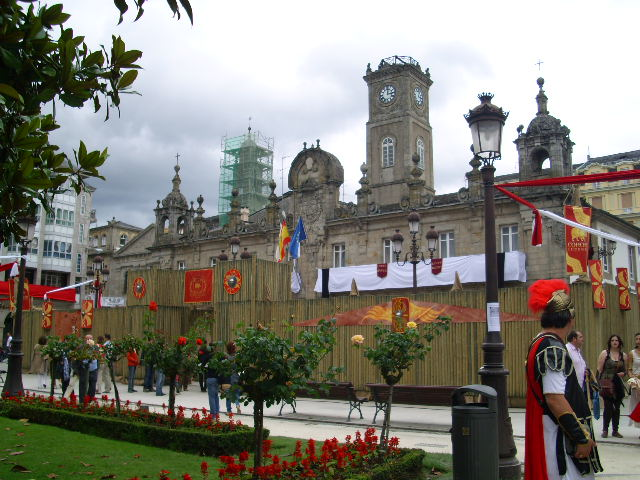
Forte romano na Praça Maior de Lugo.

O Arde Lucus (também escrito como Arde Lvcvs) é uma festa celebrada em Lugo a finais do mês de junho que revive o passado romano e castrejo da cidade amuralhada e que surgiu para comemorar a declaração da Muralha como Patrimônio da Humanidade no ano 2000. Chegou a juntar nas suas duas últimas edições perto de um milhão de participantes.
Desde abril de 2011 é Festa de Interesse Turístico Galego. A edição de 2013 celebrou-se os dias 14, 23 e 16 de junho e ofereceu como novidade principal a participação de Arsdimicandi, um grupo de especialistas gladiadores procedentes de Bérgamo que participaram em séries de televisão como Roma. A moeda oficial desta edição foi o Asse (As).

## História
Esta festa que, tenta evocar a antiga Lucus Augusti do século III, começou-se a celebrar no ano 2000, crescendo ano após ano o número de pessoas caracterizadas com as vestimentas típicas da época e visitantes, chegando no ano 2009 aos 460 mil participantes e deixando uns ingressos na cidade de uns 10 milhões de euros.
É necessário destacar que ademais o concelho conta com a colaboração de diversas associações para a celebração e ambientação do festejo, encarregando-se elas mesmas de muitas das actividades, como III Coorte Lucênsio, Terra Cópora, Lugduno, Lucense Cidade, Tír na nÓg ou Cetra Lucênsio.
Em 2012 as novidades foram a criação de um senado romano, as jornadas gastronômicas Ars Magirica, ciclos de conferências a cargo de historiadores e arqueólogos, venda de produtos oficiais como fivelas, vasos ou alfinetes ou a possibilidade de cunhar de moedas no próprio acampamento, eese ano o Sestércio. Por sua vez, a ONCE anunciou a colocação à venda de um cupom especial ilustrado com a imagem oficial da Arde Lucus, com a águia sobre o fogo, e com texto: «Arde Lucus. Lucus Augusti renacerá de novo».

## Actividades

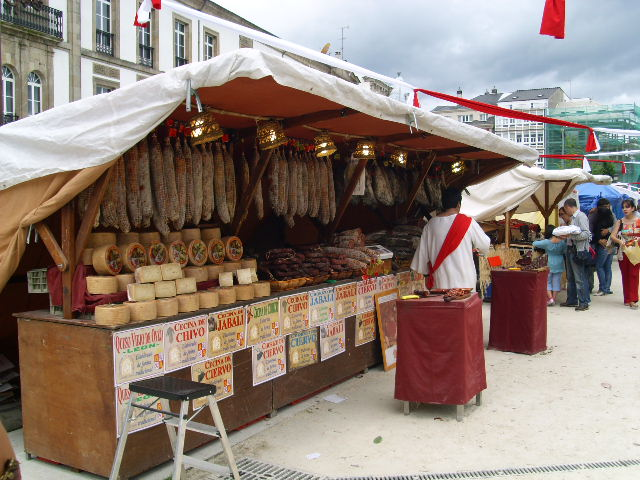
Posto do Macelo.

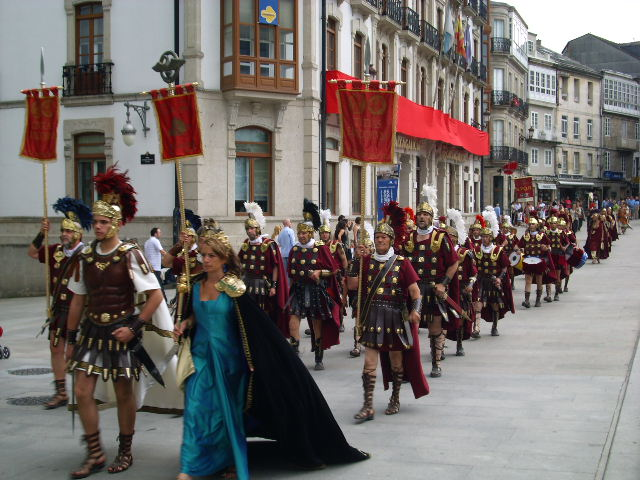
Desfile polas ruas da cidade.

As actividades misturam o passado romano da cidade, que também "abre as portas" a celebração dos ritos celtas dentro das muralhas.
- Macelo

Um mercado artesanal onde se oferecem produtos típicos da época, além de espectáculos de magia, malabares e música. É o principal ponto de reunião dentro da festa, com diversas desfiles e espectáculos. Situa-se na Praça Maior de Lugo.
- Castros

São uma série de acampamentos que têm que montar os próprios participantes, já sejam grupos de particulares ou associações, onde os residêntes no mesmo devem de morar vestidos com as vestimentas e objectos típicos da época. Na sua última edição os acampamentos foram situados no Carril das Estantigas, no interior da muralha. Também cada acampamento pode realizar as suas próprias actividades, sempre abertas ao público em geral. Notar que os campamentos podem ser tanto romanos coma galaicos.
- Circo

O circo romano tem lugar no Parque de Rosalía de Castro, onde se celebram actividades rememorando aos antigos circos romanos, com pelejas de gladiadores, carreiras de Quadrigas e outros espectáculos romanos.
- Bodas celtas e romanas

Nesta actividade os pares podem-se casar pelo antigo rito celta, união amorosa que durará até o seguinte ano, onde os namorados podem decidir se renovam ou não os seus votos (concretamente é a muller a que decide se quer renovar a união). Se o casamento se renova durante sete anos seguidos a união passa a ser definitiva. Como a prova da celebração, os noivos recebem um certificado de casamento. A boda romana é mais "definitiva".
- Teatro

Em numerosos pontos da cidade podem-se encontrar obras de teatro de todo tipo, desde comédias aos clássicos dramas, nas que muitas vezes os viajantes passam a formar parte da própria obra.
- Queima da muralla

Nesta actividade recria-se o incêndio a uma cidade romana, mas apesar do seu nome celebra-se no já mencionado Parque de Rosalía de Castro e não na muralha da cidade, contando com a participação de toda as associações e múltiplos voluntários.
- Comilonum

É um grande banquete ao ar livre, onde as mesas são colocadas ao redor da muralha romana. Na edição de 2009 foi substituído pelas tabernas, um refeitório localizado na praça da Soidade.
- Outras actividades

Além das anteriores destacam outras muitas actividades como as bacanais, a colocação de sentinelas nas portas da muralha, batalhas entre galaicos (celtas) e romanos, espectáculos de magia, desfiles com as caracterizações, jogos romanos, pelejas de gladiadores, diferentes actividades para divulgar as tradições galaicas (celtas) e romanas, cavalgadas, venda de escravos, badas romanas, instrução militar romana em Latim pelas ruas da cidade, diferentes exibições ou os diferentes concertos.

## Associações
As associações que colaboram na realização da festa são:
- Caetra Lucensium. Associação que recria o mundo romano em Luco Augusto do jeito mais fiel possível.

- Civitas Lucensis. O seu objectivo é introduzir as crianças na História de Lugo, tentando mostrar a convivência em harmonia entre as culturas castreja e romana.

- Cohors III Lucensium. Dispõem de sócios por distintas localidades que reproduzem a vida romana no país, assim como dos diferentes povos da diocese de Luco Augusto.

- Cohors Lvcensium Praetoria. Fundada em 2013, está inspirada na Guarda Pretoriana.

- Lucus Equites. Associação fundada em 2011, dedicada principalmente aos romanos, procura recriar a história e divulgar os conhecimentos históricos da época.

- Lugdunum. Associação dedicada principalmente a recrear a vida dos celtas.

- Senatus Lucus Augusti. Fundada em 2012, dedica-se a recriar teatralmente a um senado local.

- Terra Copora. Costuma representar a comunhão entre as culturas romana e castreja, tentando fazer uma "achega" sobre o seu dia a dia.

- Tír na nÓg. O nome provem do irlandês a Terra dos Jovens, uma ilha lendária onde viviam seres como os Tuatha Dé Danann. Organiza diversas actividades de animação e oficinas, assim como recriação histórica.

- Trebas Galacias. Associação fundada em 2011, para a edição de 2012 construíram o Castro do Medúlio.

## Galeria de imagens

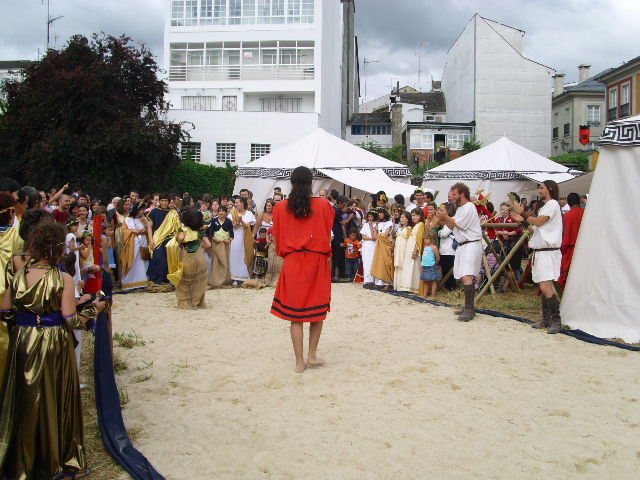
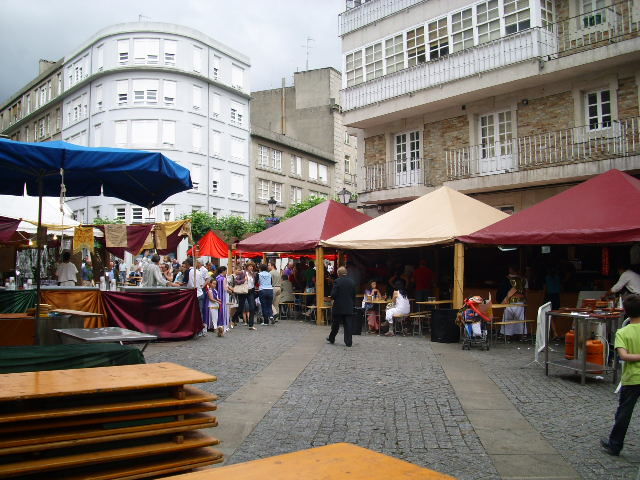
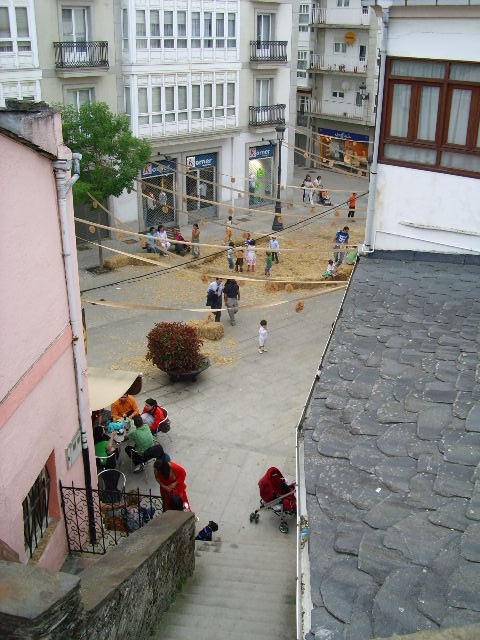
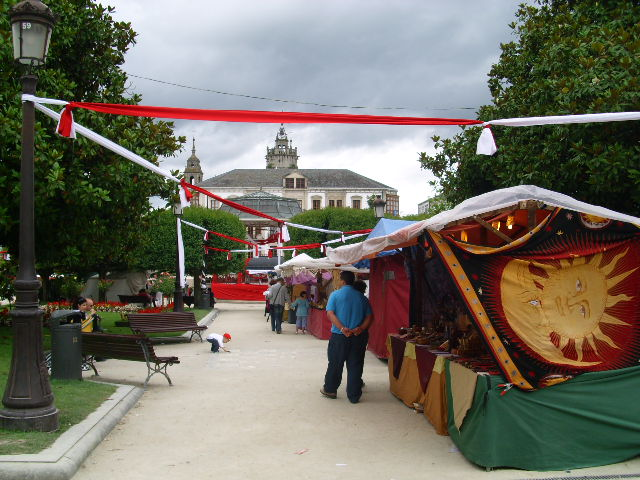
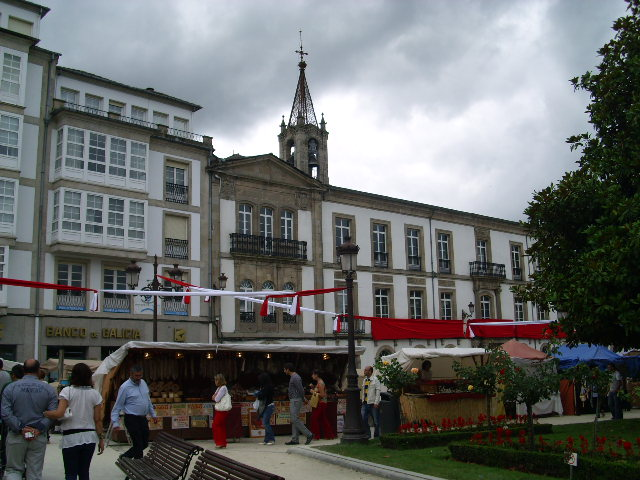
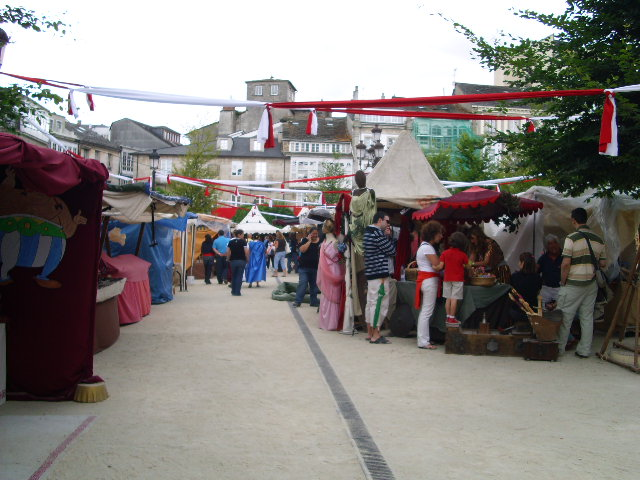
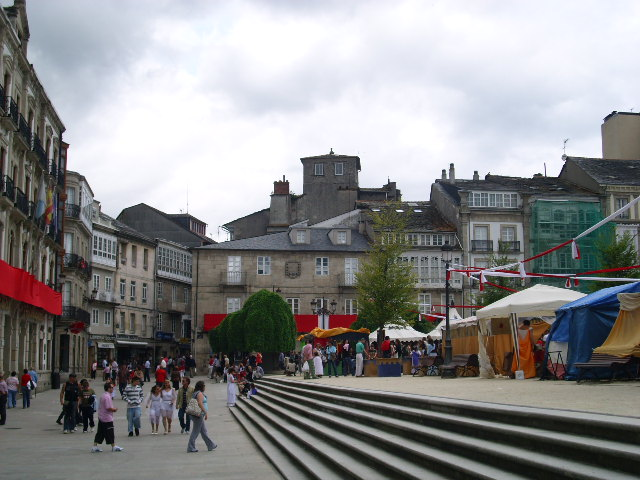
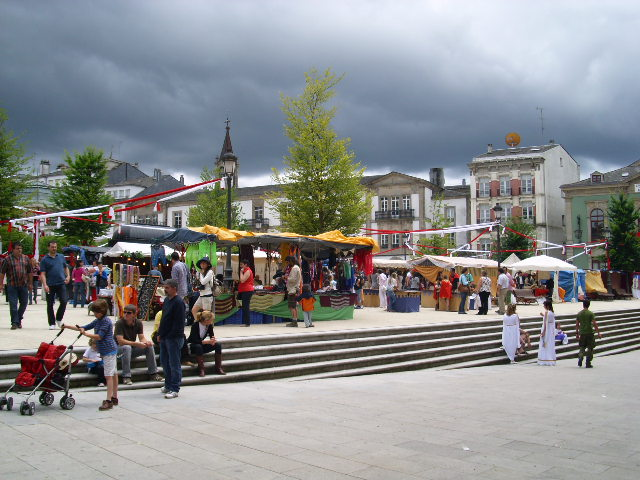
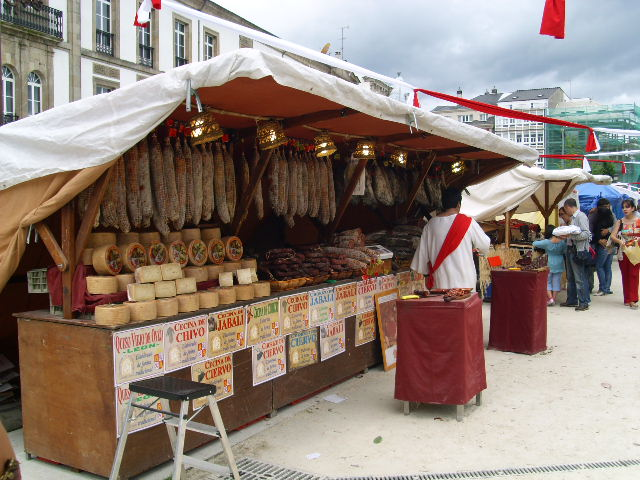
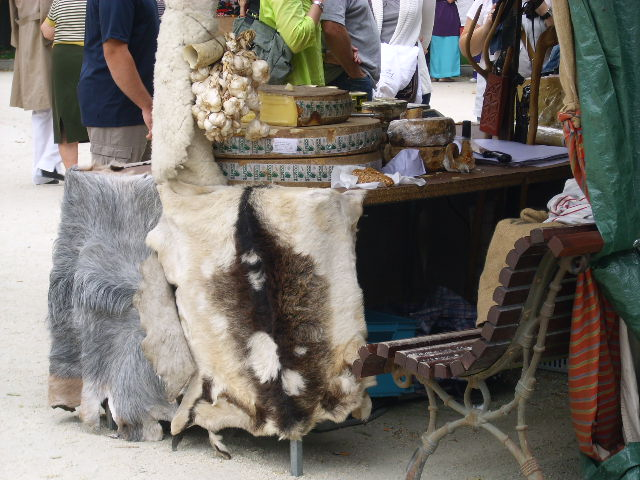
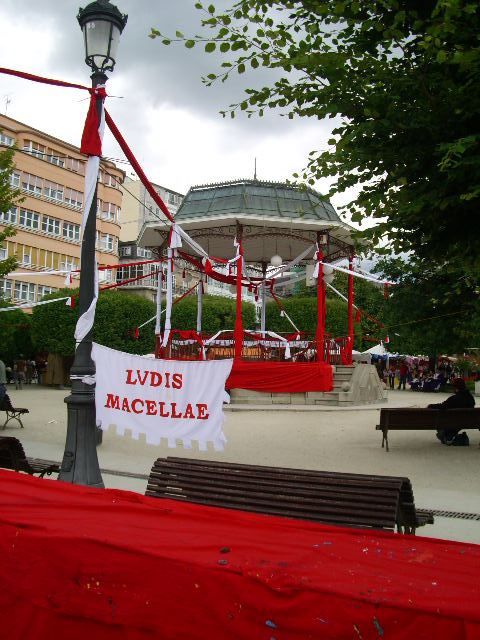
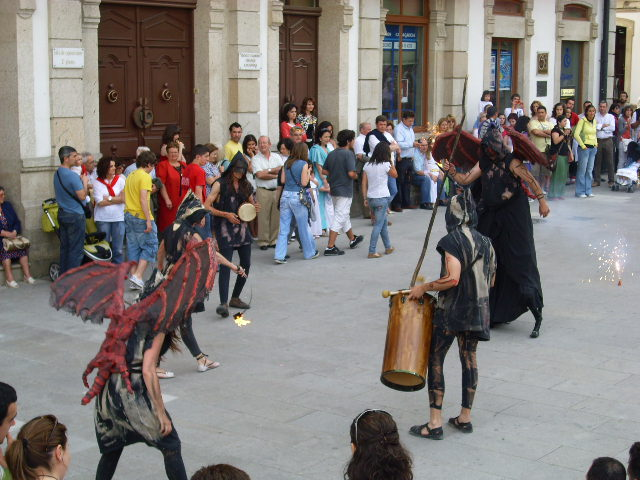
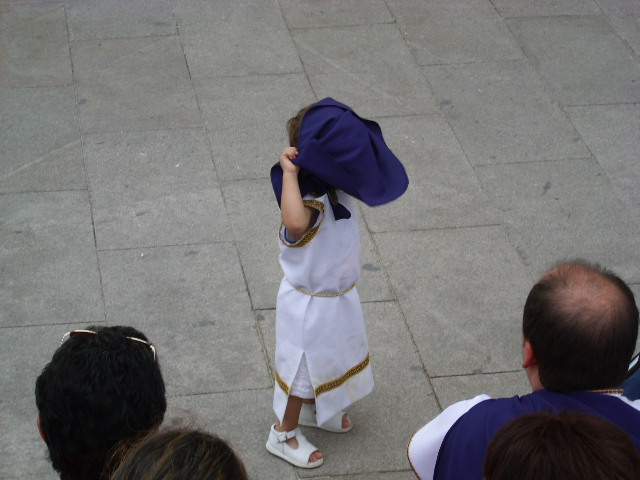
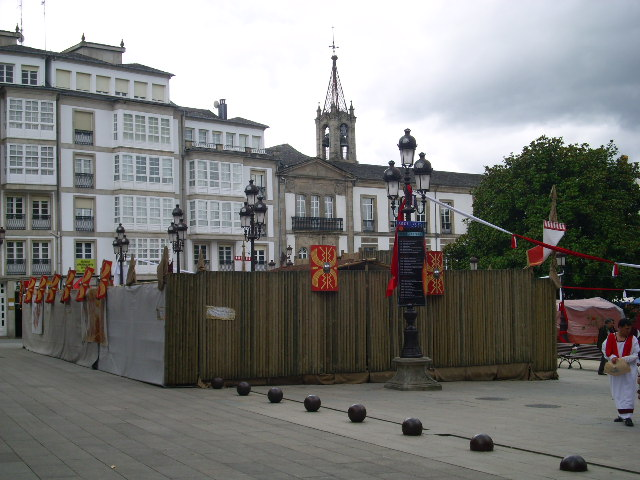
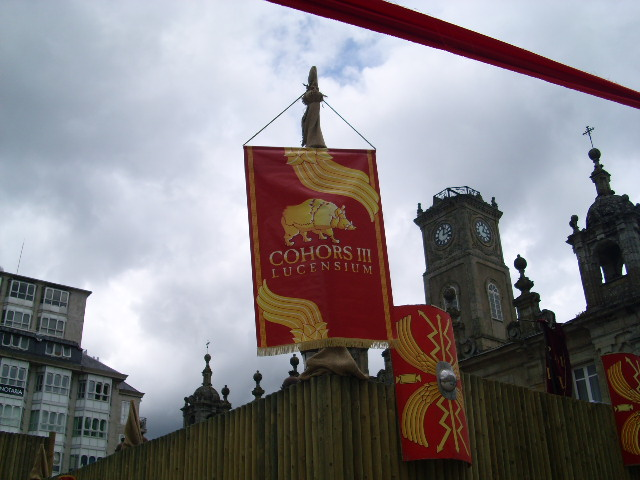
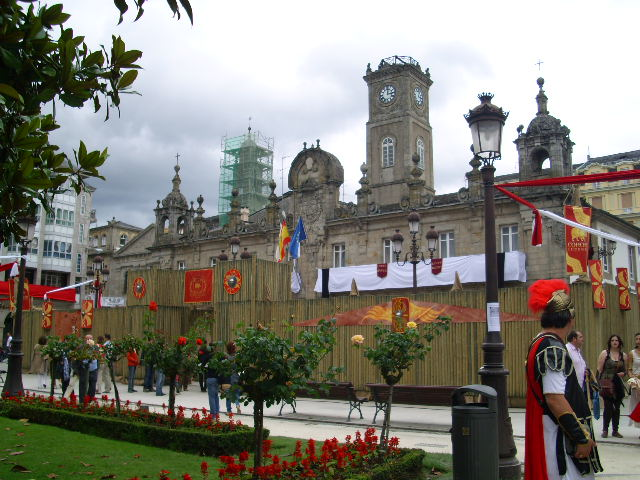
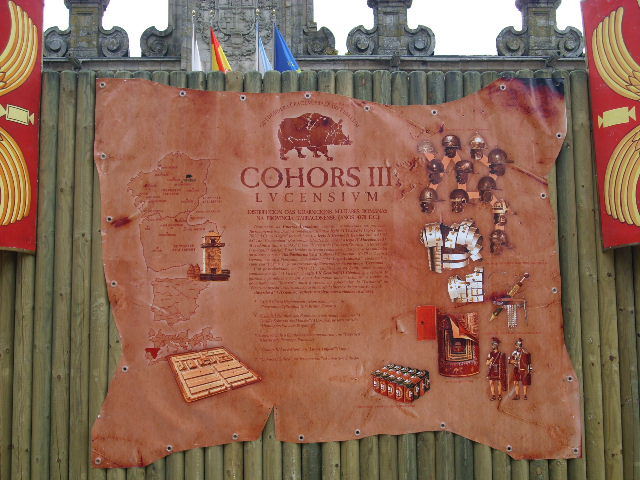
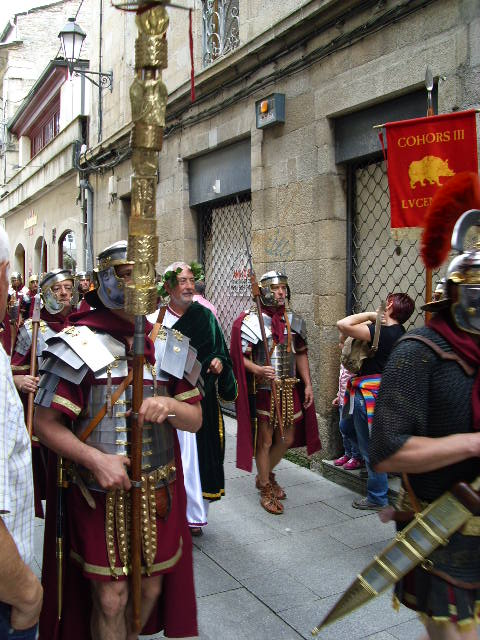
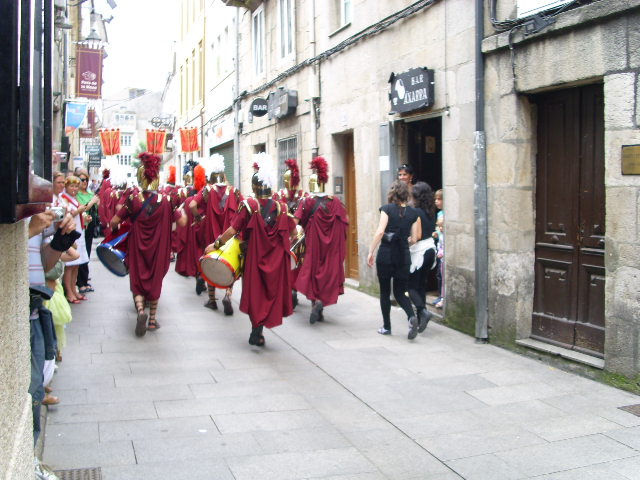
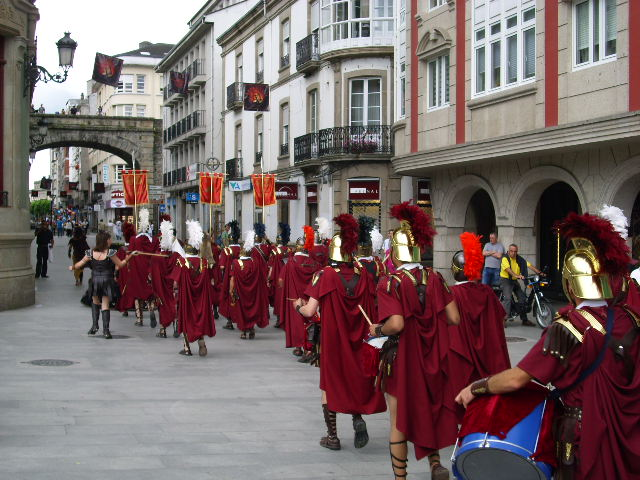
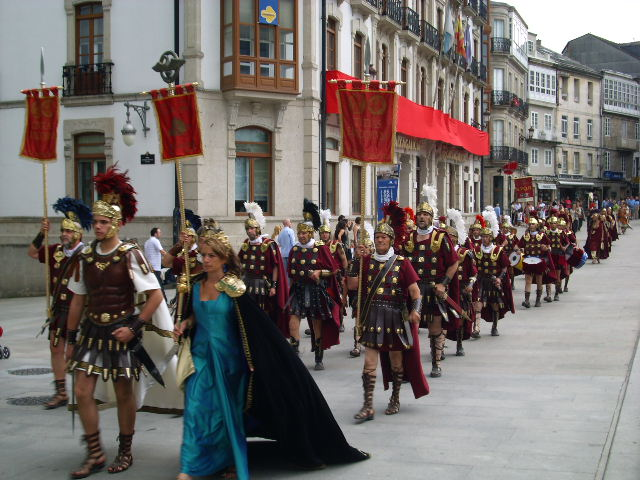
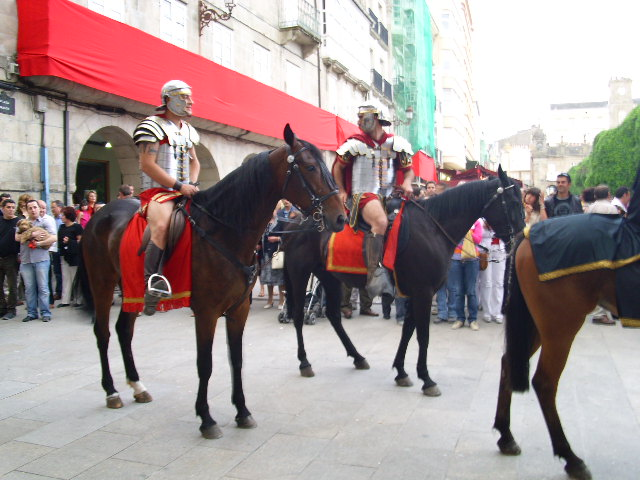
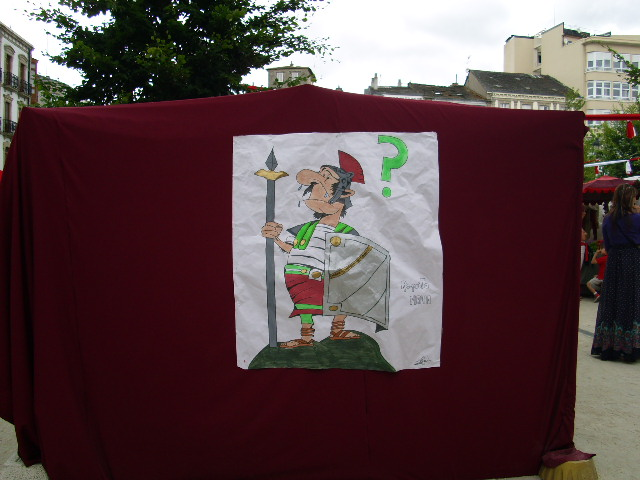
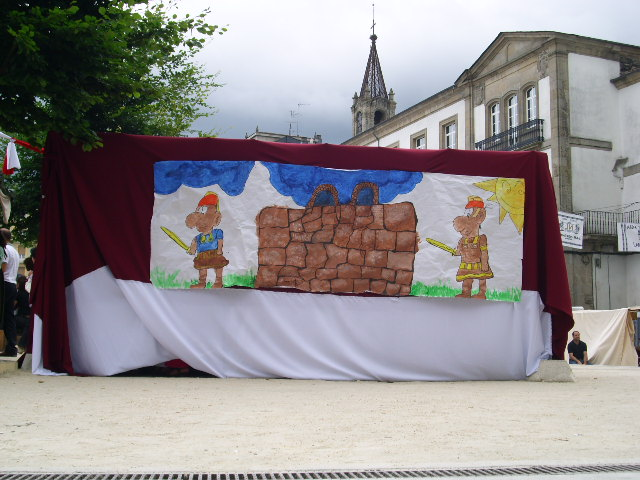
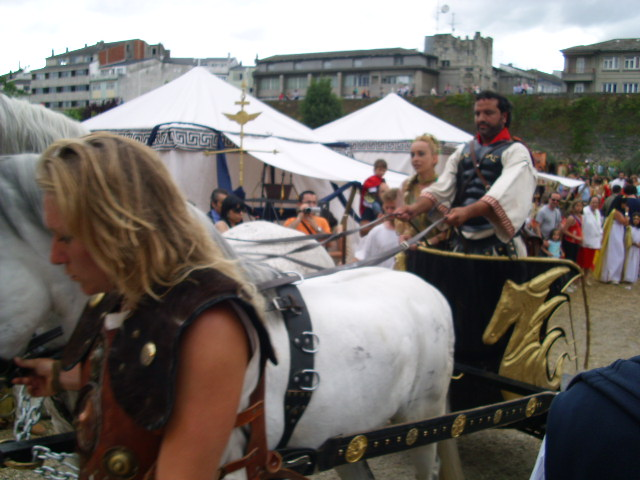
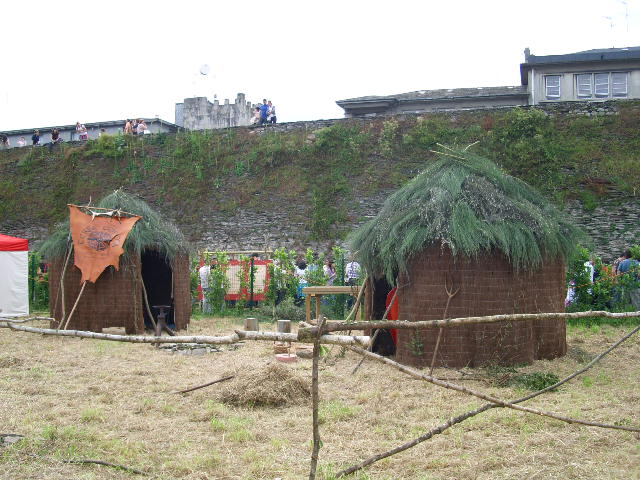
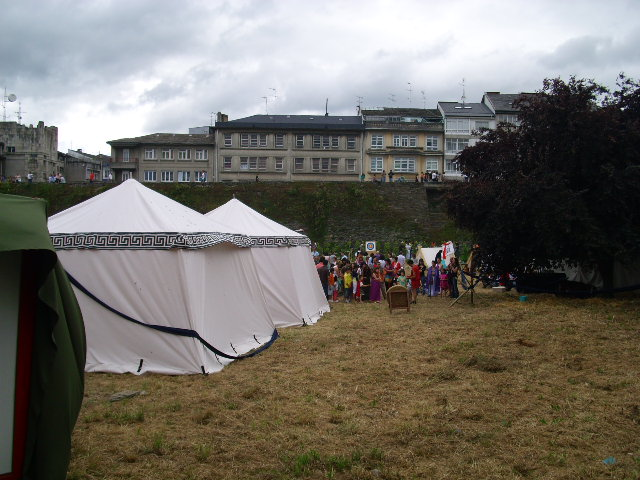
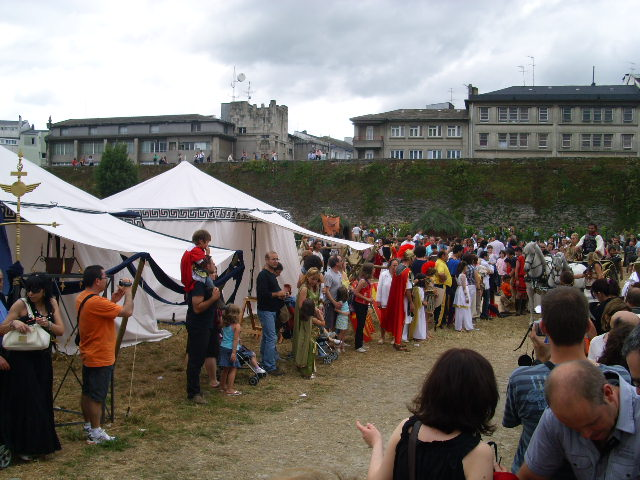
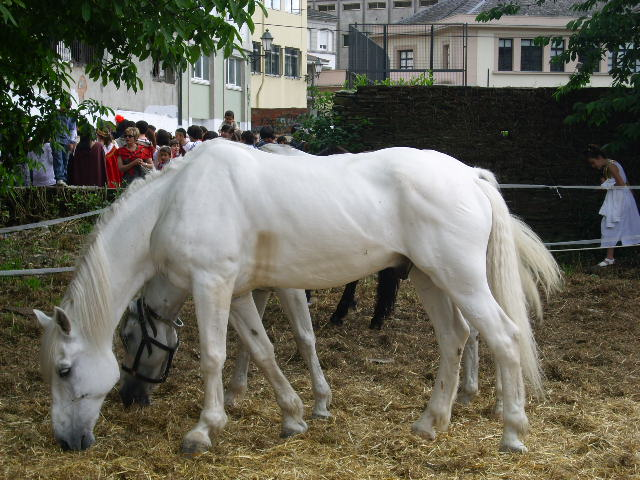